# Tanutamon
Tanutamon – władca kuszycki rezydujący w Napacie, oraz faraon - władca starożytnego Egiptu z czasów końca Trzeciego Okresu Przejściowego, ostatni władca XXV dynastii kuszyckiej, rezydujący w Tebach. Był synem Szabataki i królowej Kalhat, następcą Taharki na tronie kuszyckim oraz tronie faraonów.
Po wycofaniu się Taharki do Napaty i później po jego śmierci w 664 roku p.n.e., sytuacja w Egipcie uległa znacznej komplikacji. Lokalni władcy księstw Delty zostali surowo ukarani przez Asyryjczyków - pojmani i wywiezieni do Niniwy. Tam zostali skarceni i zmuszeni do ukorzenia się przed Assurbanipalem. Darowano im życie i odesłano do swych rodzimych księstw. Nie odważyli się już popierać Taharki, a po jego śmierci nie poparli nowego faraona. Było to przyczyną wyprawy wojennej, jaką Tanutamon podjął w pierwszym roku swego panowania. Wojska egipskie dotarły wkrótce do Memfis, zdobywając je. Faraon bezpardonowo rozprawił się z przywódcami buntu, jaki wybuchł na wieść o wyprawie Tanutamona. Pod wpływem tych wydarzeń wielu spośród przywódców buntu, z obawy o własne życie poddało się Tanutamonowi, składając mu hołd. Ten zaś okazał im łaskę i odesłał do ich ziem. Prawdopodobnie w czasie walk, w jednej z potyczek zginął Necho. Pozostali, wierni Asyrii, książęta wycofali się i zamknęli w swych twierdzach, ukrytych wśród bagien Delty, czekając na reakcję Assurbanipala. W 663 roku p.n.e. armia asyryjska ponownie uderzyła na Egipt. Tym razem kampania postępowała niezwykle szybko. Wkrótce wojska Assurbanipala dotarły do Teb, zdobyły je, doszczętnie niszcząc i pustosząc miasto. Teby już nigdy nie podniosły się z upadku jaki zgotował im Assurbanipal. Tanutamon, utraciwszy wiarę w zwycięstwo, zrezygnował z władzy i uszedł do Napaty. Przez kilka następnych lat panował w niej jako władca Kusz. Jego następcą w Napacie został syn Taharki Atlanersa, pierwszy władca nowej dynastii, władającej już jedynie w Kusz. Z biegiem lat jego następcy stopniowo zatracili egipski charakter, nie wywierając żadnego wpływu na dalsze dzieje Egiptu. Również na wskroś egipska Napata także utraciła swe dawne znaczenie na rzecz Meroe, które zostało nową stolicą.

## Tytulatura
| G8 |

| G8 |

| wAH | t | mr |

| wAH | t | mr |

| wAH | t | mr |

| wAH | t | mr |

| G8 |

| G8 |

| wAH | t | mr |

| wAH | t | mr |

| wAH | t | mr |

| wAH | t | mr |

| M23 · X1 | L2 · X1 |

| M23 · X1 | L2 · X1 |

| N5 | E10 | D28 |

| N5 | E10 | D28 |

| N5 | E10 | D28 |

| N5 | E10 | D28 |

| M23 · X1 | L2 · X1 |

| M23 · X1 | L2 · X1 |

| N5 | E10 | D28 |

| N5 | E10 | D28 |

| N5 | E10 | D28 |

| N5 | E10 | D28 |

| G39 | N5 |

| G39 | N5 |

| M17 | Y5 · N35 | N16 · N35 | V4 | U33 |

| M17 | Y5 · N35 | N16 · N35 | V4 | U33 |

| M17 | Y5 · N35 | N16 · N35 | V4 | U33 |

| M17 | Y5 · N35 | N16 · N35 | V4 | U33 |

| G39 | N5 |

| G39 | N5 |

| M17 | Y5 · N35 | N16 · N35 | V4 | U33 |

| M17 | Y5 · N35 | N16 · N35 | V4 | U33 |

| M17 | Y5 · N35 | N16 · N35 | V4 | U33 |

| M17 | Y5 · N35 | N16 · N35 | V4 | U33 |